# Léonard Violet
Pour les articles homonymes, voir Violet (homonymie).
Jean Léonard Violet, né le 1791 et mort le 28 mars 1881 à Paris 15e, est un élu local et promoteur immobilier parisien fondateur du quartier de Grenelle.

## Biographie
En 1824, Violet et son associé Alphonse Letellier, alors conseillers municipaux de l’ancien village de Vaugirard, acquièrent sur le territoire de la commune de vastes terrains de près de 105 hectares, en vue de les lotir. Nommé non sans ambition « Beaugrenelle » par ses fondateurs, puis rebaptisé plus modestement par la suite de son nom d'origine « Grenelle », le lotissement Violet, d’une ampleur exceptionnelle, se construit entre la Seine et la rue de la Croix-Nivert, et au nord jusqu'à l’enceinte des Fermiers généraux.
Autour de l’axe central de la rue du Commerce et d’une nouvelle place, Violet fait tracer un parcellaire unique en son genre de rues en damier, le plus vaste de tout Paris. La construction de l’église Saint-Jean-Baptiste en 1825, du pont de Grenelle en 1826, l’aménagement d’un port sur la Seine pour le trafic par voie d’eau et d’une gare fluviale destinée à entreposer les marchandises, ainsi que la réalisation du théâtre de Grenelle en 1829, viennent parachever cet ensemble organisé en réseau global.

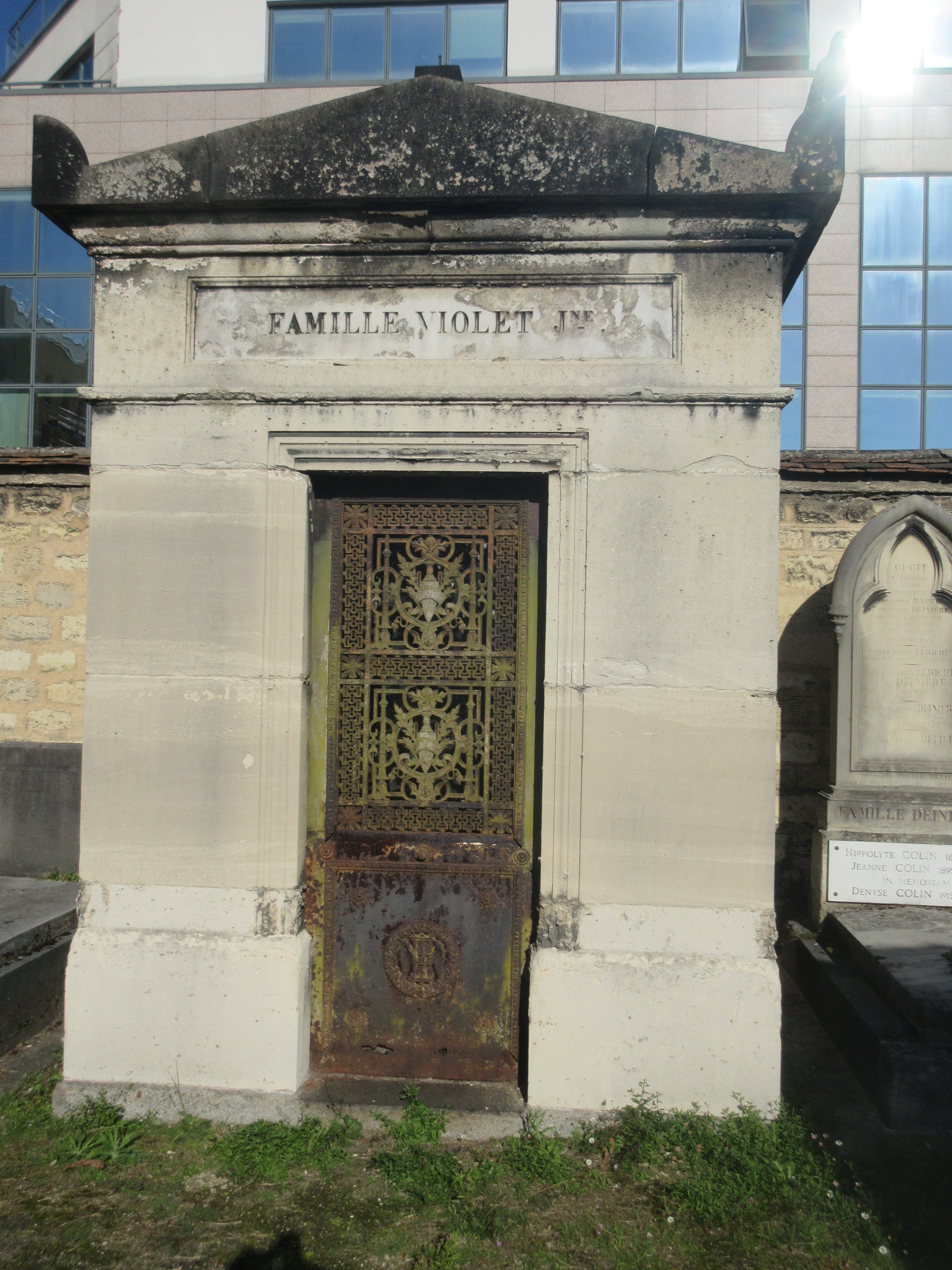
Tombe de Léonard Violet au cimetière de Grenelle (division 10).

Les façades des maisons et des immeubles de rapport ornées de motifs sculptés, de bandeaux et de corniches répondent aux goûts de la moyenne bourgeoisie que l’on souhaite alors attirer dans ce nouveau quartier. Rattaché à Paris par l’enceinte de Thiers à partir de 1844, le lotissement Violet, après une croissance rapide, doit cependant faire face à la concurrence des grands boulevards et des nouveaux quartiers du 16e arrondissement.

### Mort
Jean-Léonard Violet meurt le 28 mars 1881, dans une petite maison aujourd'hui disparue qui se trouvait au 12, rue Violet, dans le 15e arrondissement de Paris. Il a laissé son nom à la rue Violet, au cœur du quartier qu'il a contribué à créer.
Il est inhumé au cimetière de Grenelle (division 10).